# Cammino della Regina Camilla
Il Cammino della Regina Camilla è un percorso ad anello nella valle del fiume Amaseno, nel Lazio meridionale. Il percorso è di circa 185 km, quasi tutti di strade sterrate, può essere percorso a piedi, in bicicletta e a cavallo.

## Il percorso
Il cammino è stato inaugurato nel 2019 e prende il nome dalla regina Camilla, regina dei Volsci, tra le protagoniste dell'Eneide virgiliana.
Il percorso ricalca le antiche vie di comunicazione esistenti sui Monti Lepini ed Ausoni, all'interno di tredici comuni appartenenti alle province di Latina e Frosinone: Amaseno, Castro dei Volsci, Giuliano di Roma, Maenza, Prossedi e la frazione di Pisterzo, Priverno ed il Borgo di Fossanova, Roccagorga, Roccasecca dei Volsci, Sonnino, Vallecorsa, Villa Santo Stefano.
Il percorso può essere completato in 9 giorni accorpando alcune tappe, o in 13 giorni.

## Strutture ricettive, Credenziale e Testimonium
Le strutture ricettive sono distribuite lungo tutto il percorso. Per ricevere il timbro della credenziale è possibile fare riferimento alle varie strutture e ai Comuni del percorso.